# Liste der Baudenkmale in Zempin
In der Liste der Baudenkmale in Zempin sind alle denkmalgeschützten Bauten der Gemeinde Zempin (Mecklenburg-Vorpommern) und ihrer Ortsteile aufgelistet. Grundlage ist die Veröffentlichung der Denkmalliste des Landkreises Ostvorpommern mit dem Stand vom 30. Dezember 1996.

## Baudenkmale nach Ortsteilen

### Zempin
| ID | Lage                    | Bezeichnung                   | Beschreibung | Bild                          |
| -- | ----------------------- | ----------------------------- | ------------ | ----------------------------- |
|    | (Karte)                 | Bahnhof                       |              | Bahnhof                       |
|    |                         | Salzhütten                    |              |                               |
|    | Strandstraße 16 (Karte) | Wohnhaus                      |              | Wohnhaus                      |
|    | Waldstraße 5 (Karte)    | ehem. Pensionshaus            |              | ehem. Pensionshaus            |
|    | Waldstraße 6 (Karte)    | ehem. Pensionshaus            |              | ehem. Pensionshaus            |
|    | Waldstraße 9 (Karte)    | ehem. Pensionshaus            |              | ehem. Pensionshaus            |
|    | Waldstraße 11 (Karte)   | ehem. Pensionshaus            |              | ehem. Pensionshaus            |
|    | Waldstraße 15 (Karte)   | ehem. Pensionshaus            |              | ehem. Pensionshaus            |
|    | Waldstraße 16 (Karte)   | ehem. Pensionshaus            |              | ehem. Pensionshaus            |
|    | Waldstraße 18 (Karte)   | ehem. Pensionshaus            |              | ehem. Pensionshaus            |
|    | Waldstraße 19 (Karte)   | ehem. Pensionshaus            |              | ehem. Pensionshaus            |
|    | Waldstraße 21 (Karte)   | ehem. Pensionshaus (Hubertus) |              | ehem. Pensionshaus (Hubertus) |
|    | Waldstraße 25 (Karte)   | ehem. Pensionshaus (Monika)   |              | ehem. Pensionshaus (Monika)   |
|    | Waldstraße 26 (Karte)   | ehem. Pensionshaus            |              | ehem. Pensionshaus            |
|    | Waldstraße (Karte)      | Kriegerdenkmal                |              | Kriegerdenkmal                |

## Quelle
- Bericht über die Erstellung der Denkmallisten sowie über die Verwaltungspraxis bei der Benachrichtigung der Eigentümer und Gemeinden sowie über die Handhabung von Änderungswünschen (Stand: Juni 1997; PDF, 934 kB)

- Karte mit allen Koordinaten:
- OSM |
- WikiMap